# Djibril Cissé
Djibril Arrun Cissé (født 12. august 1981 i Arles, Frankrig) er en fransk fodboldspiller, der spiller for SC Bastia og har spillet på Frankrigs fodboldlandshold. Han er kendt som en målfarlig angriber samt for sine opsigtsvækkende frisurer.

## Karriere
Djibril Cissés familie stammer fra Elfenbenskysten, han er født af muslimske forældre, men konverterede senere til kristendom. Djibril Cissé er selv født i Frankrig og fransk statsborger. Som 15-årig skrev han kontrakt med AJ Auxerre, men allerede som 17-årig blev han fast mand på seniorholdet, hvor han blev kendt for sine mange mål. I 2001-02 og igen i 2003-04 var han topscorer i den bedste franske række, Ligue 1. Dette gav ham også en række landskampe på U21-landsholdet, inden han i 2002 fik sin debut på A-landsholdet. I maj 2003 var han med til at vinde den franske pokalturnering med Auxerre, og en måned senere var han med til at vinde Confederations Cup med landsholdet. 
De gode præstationer med blandt andet 70 mål i 128 kampe for Auxerre vakte opmærksomhed internationalt, og Cissé skrev i 2004 kontrakt med Liverpool F.C., hvis daværende træner, Gérard Houllier, havde et stort ønske om at få ham til klubben. Houllier nåede imidlertid ikke at være træner for Cissé, da han blev fyret i sommerpausen 2004.
I sin første sæson i Liverpool fik han 19 kampe i løbet af efteråret, inden han brækkede sit ben i en kamp mod Blackburn Rovers F.C. i slutningen af oktober 2004. Bruddet var meget voldsomt, og Cissé måtte genoptræne næsten hele den resterende del af sæsonen 2004-05. Imidlertid nåede han akkurat at blive klar til de afgørende kampe om UEFA Champions League 2004-05, da han fik comeback i returkampen i kvartfinalen mod Juventus F.C. 13. april. Med yderligere et par kampe i Champions League og Premier League var træner Rafael Benítez dog ikke helt sikker på, at han ville kunne holde i Champions League-finalen, så derfor startede han denne kamp på bænken. Han kom ind i kampens 85. minut og scorede et af målene i straffesparkskonkurrencen, og han var således med til at sikre Liverpool triumfen. 
I den følgende sæson kom han ved flere lejligheder til at spille højre wing, og skønt han med sin hurtighed tilsyneladende var velegnet til denne plads, var hans foretrukne plads fortsat som frontangriber. Denne plads spillede han i FA Cup-finalen, hvor han scorede, men situationen var i længden uholdbar.
I sommeren 2006 var han udtaget til det franske hold ved VM-slutrunden, men i en opvarmningskamp lige inden starten på slutrunden brækkede han endnu engang sit ben, og han kom dermed ikke med i slutrunden. Samme dag, som han brækkede benet, var det blevet offentligggjort, at Cissé skulle skifte til Olympique Marseille. Men på grund af skaden blev salget udsat og i stedet i første omgang erstattet af en lejeaftale. 
I oktober 2006 var han klar til at træne igen, og han fik sin debut for Marseille i starten af december i en træningskamp. Det tog lidt tid, inden målene indfandt sig, og kritikerne var hårde ved ham i starten. I løbet af foråret indfandt træfsikkerheden sig dog igen, og han endte med at have scoret 8 mål i 21 kampe, hvilket medvirkede til at sikre Marseille andenpladsen i ligaen. Han scorede endvidere to mål i pokalfinalen, som Marseille dog tabte alligevel. I sommerpausen 2007 gik salget af Cissé til Marseille omsider i orden, og han har siden spillet for klubben.
I sæsonen 2008-09 var han udlejet til den engelske klub Sunderland, hvor han spillede 35 kampe i Premier League. Sommeren 2009 skiftede han til den græske storklub Panathinaikos på en 4-årig kontrakt.

## Privatliv
Djibril Cissé har en datter, Ilona, født i 2001. Han blev i 2005 gift med Jude Littler, og parret har sønnerne Cassius, født 2005, samt Prince Kobe, født 2008.